# Izolepa

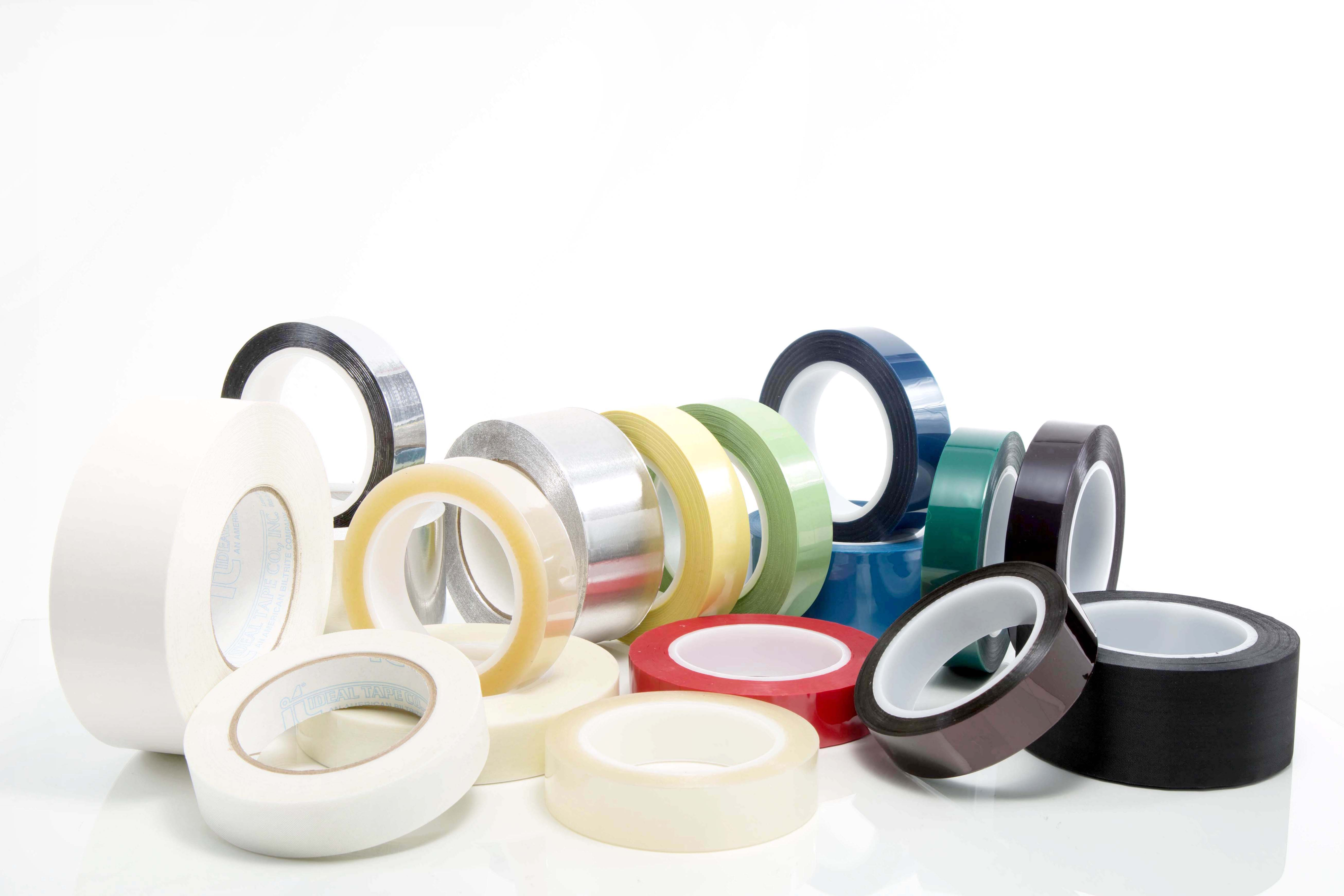
Izolepa - různé druhy

Izolepa je druh lepicí pásky, zpravidla s plastovým nosičem.
Jedná se o hovorový výraz, který se vyvinul z obchodní značky Isolepa, vyráběné od roku 1957 Národním podnikem Fatra Napajedla. Jednalo se o akronym z počátečních písmen slov "isolační lepicí páska". Páska s PVC nosičem byla původně určena pro elektrotechnické podniky, ale během 60. let se rozšířila do dalších oborů, postupně i do domácností. Současně se rozšiřoval i sortiment a zlidovělé označení se přeneslo i na další druhy.
Izolepa je tvořena pruhem materiálu o různé šíři a různém složení, který je nejčastěji z jedné strany opatřen lepicí složkou, která umožňuje slepení izolepy s podkladem. Druhá strana je často hladká a nelepící, ale mohou se objevovat i verze izolepy, kde jsou obě strany opatřeny lepicí složkou.
Izolepy se vyrábějí z různých materiálů v závislosti na účelu použití. Slabší se velmi často používají k uzavírání obalů, silné vyztužené izolepy mohou sloužit jako kobercová páska, průhledná se může použít pro slepování papíru, speciální typy izolep mohou sloužit jakožto náhrada klasické elektroizolační pásky (či spíše naopak).